# Гражданское (Ставропольский край)
Гражда́нское — село в составе Минераловодского городского округа Ставропольского края России.

## География
Расстояние до краевого центра: 111 км.
Расстояние до районного центра: 27 км.

## История
Село Гражданское было основано в 1873 году. В 1873 году село упоминается как п. Мирзоевых. В 1920 г. на этих землях основаны два поселка: Гражданский-1 и Гражданский-2.
Село образовано путем объединения посёлков Гражданский-1 (основан в 1920 г.), Гражданский-2 (быв. хутор Глебова, основан в 1880 г), свх. К. Маркса (б. Глебова, основан в 1875 г.).
До 2015 года село Гражданское являлось административным центром муниципального образования «Сельское поселение Гражданский сельсовет» Минераловодского района Ставропольского края.

## Население
| 1989 | 2002  | 2010  | 2014  | 2021  |
| ---- | ----- | ----- | ----- | ----- |
| 2798 | ↗3042 | ↗3124 | ↗3200 | ↘2541 |

По данным переписи 2002 года, 77 % населения — русские.

## Инфраструктура
- Социально-культурное объединение

## Образование
- Средняя общеобразовательная школа № 3

## Русская православная церковь
- Храм Успения пресвятой Богородицы

## Люди, связанные с селом
- Емельяненко Иван Иванович (1913-) - участник Великой Отечественной войны 1941-1945гг., награждён орденом Красной Звезды[12].

## Памятники
- Братская могила советских воинов, погибших в боях с фашистами. 1942—1943, 1948 года[13].

## Памятники археологии
| Название                           | Временной период      | Место положение                                           |
| ---------------------------------- | --------------------- | --------------------------------------------------------- |
| Курганная группа «Гражданская — 1» | ?                     | 1 км севернее села Гражданского, на плато                 |
| Курганная группа «Гражданская — 2» | III — I тыс. до н. э. | 300 м северо-западнее села Гражданского, на возвышенности |